# Малорыбицкий сельский совет (Краснопольский район)
Малорыбицкий сельский совет (укр. Малорибицька сільська рада) — входит в состав
Краснопольского района
Сумской области
Украины.
Административный центр сельского совета находится в 
с. Малая Рыбица
.

## Населённые пункты совета
- с. Малая Рыбица
- с. Великий Прикол